# گئورگ گورجیف
جورج ایوانویچ گورجیف (به ارمنی: Գեորգի Իվանովիչ Գյուրջի) , (به گرجی: გიორგი გურჯიევი) , (به یونانی: Γεώργιος Γεωργιάδης) , (به روسی: Гео́ргий Ива́нович Гюрджи́ев) (زادهٔ ۱۴ ژانویه ۱۸۶۶ – درگذشته ۲۹ اکتبر ۱۹۴۹) را عارف دانسته‌اند که آموزهٔ خود را «کار» (به معنای "کار روی خود") بنا به اصول و رهنمودهای گورجیف، یا راه چهارم نامید. در یک جا آموزه‌اش را «مسیحیت رازورمزگرا» توصیف کرد.
گورجیف در دوران زندگی خود بارها برای آموزش کار، کلاسهایی در سراسر بنیاد نهاد و بست. می‌گفت که آموزه‌ای را که از تجربه‌ها و سفرهای آغازین خود به باختر برده بیانگر حقیقتی است که در دین‌های باستانی و آموزه‌های خرد و فرزانگی یافته که به آگاهی از خود در زندگی روزمره مردمان و جایگاه مردمیت در عالم مربوط می‌شود. نام سلسلهٔ سوم نوشته‌هایش زندگی واقعی است، تنها زمانی‌که "من هستم"، بیانگر جوهر آموزه‌هایش است. سلسلهٔ نخست کتابهایش قصه‌های بلزباب برای نوه‌اش همه و همه چیز نام دارد.

## زندگی
گورجیف در دامن مادری ارمنی و پدری یونانی در الکساندروپل (گیومری، ارمنستان امروز) به دنیا آمد، که در آن زمان بخشی از امپراتوری روسیه بود. مسلمانان پیرامون گورجستان، به مردم آن سرزمین گورجی می‌گویند که ممکن است ریشه نام «گورجیف» از آن گرفته شده باشد.
تاریخ دقیق به دنیا آمدنش ندانسته باقی می‌ماند گمانه‌زنی‌ها میان ۱۸۶۶ (۱۲۴۵) تا ۱۸۷۷ (۱۲۵۶) است. نویسندگانی (مانند مور) به شکل ترغیب‌کننده‌ای ۱۲۴۵ را به عنوان تاریخ احتمالی پیش می‌کشند و شماری دیگر (مانند پِتِرسون) ۱۲۵۶ را؛ در پاسپورتی تاریخ تولد ۲۸ نوامبر ۱۸۷۷ (۱۲۵۶) ثبت شده، اما گورجیف گفته که درست نیمه شب سرآغاز سال نو (تقویم جولین) به دنیا آمده است. او در کارس یا شهر قارص بزرگ شد و پیش از بازگشت به روسیه برای چندسالی در ۱۹۱۲ (۱۲۹۱) به بخش‌های زیادی از دنیا سفر کرد (از جمله آسیای مرکزی، مصر و رم). دیرتر گفته بود: «از روسیه شروع کن، با روسیه تمام کن.»
تنها شرحی که از زندگی گورجیف پیش از پدیدار شدنش در مسکو در ۱۲۹۱ (۱۹۱۲) وجود دارد، در کتابش با نام ملاقات با مردمان برجسته است. با این حال، این متن را نمی‌توان خود ـ زندگی‌نامه‌نویسی صاف و پوست‌کنده پنداشت. در دورهٔ پیش از ۱۲۹۱ در سفری که خود در ملاقات با مردمان برجسته روایت کرده با نقشهٔ «مصر پیش از شن» روبه‌رو می‌شود که او را در جهت مطالعه با گروهی رازورمزگرا، همان به اصطلاح انجمن برادری سارمونگ رهنمون می‌سازد.
از ۱۲۹۲ تا ۱۳۲۸ (۱۹۱۳–۱۹۴۹) گاهشماری بر پایهٔ موادی است که از راه اسناد، شاهدان عینی، منابع قابل مقایسه و دریافت و نتیجه‌گیری بخردانه تأییدشدنی است. در روز سال نو ۱۲۹۱ گورجیف به مسکو می‌رسد و نخستین شاگردانش را به سوی خود می‌کشاند. در همان سال با جولیا اوستروسکای لهستانی در سنت‌پترزبورگ عقد زناشویی می‌بندد. در ۱۲۹۳ باله‌اش کشاکش جادوگران را تبلیغ و بر نوشتن طرح «آن‌هایی از حقیقت» از سوی شاگردانش نظارت می‌کند. در ۱۲۹۴ پی.دی. آسپنسکی را در مقام شاگرد می‌پذیرد، و در ۱۲۹۵ توماس دو هارتمن موسیقیدان و همسرش اولگا را. در این زمان کمابیش سی شاگرد داشته‌است.
در ۱۲۹۶ در هنگامهٔ شورش انقلابی در روسیه، پتروگراد را ترک می‌کند تا به خانهٔ خانواده‌اش در الکساندروپل بازگردد. در زمان انقلاب بلشویکی اجتماعات مطالعاتی ناپایداری در اسنتوکی در قفقاز، و سپس در توآپسه، مایکوپ، سوچی و پُتی در کرانهٔ دریای سیاه در جنوب روسیه برپا و به شکل فشرده‌ای با بسیاری از شاگردان روسی خود کار می‌کند.
در ماه مارس ۱۲۹۷ پی.دی. آسپنسکی از گورجیف جدا می‌شود. چهار ماه بعد بزرگ‌ترین خواهر گورجیف و خانواده‌اش به عنوان پناهنده نزد او به اسنتوکی می‌روند و به او خبر می‌دهند که ترکها در کشتار همگانی ارمنی‌ها (۱۲۹۴–۱۳۰۲) پدرش را در ۱۵ ماه مه با گلوله می‌کشند. از آنجا که جنگ داخلی پیوسته بیشتر بر اسنتوکی سایه می‌انداخت، گورجیف داستانی از خود می‌سازد و در روزنامه منتشر می‌کند و در آن از «سفر علمی مطالعاتی» به کوه ایندوک در آیندهٔ نزدیک سخن می‌گوید. خود را دانشمند جامی‌زند و با چهارده همراه (که خانوادهٔ خودش و پی.دی. آسپنسکی را دربرنمی‌گرفت) رهسپار این سفر می‌شود. آن‌ها با قطار به مایکوپ می‌روند که به مدت سه هفته دشمنی‌ها در آنجا به تأخیر می‌افتد. در بهار ۱۲۹۸ گورجیف با الکساندر سالزمنِ هنرمند و همسرش ژان ملاقات می‌کند و آن‌ها را به شاگردی می‌پذیرد. در همان سال گورجیف با دستیاری ژان سالزمن نخستین نمایش رقصهای مقدس خود را به روی صحنه می‌برد (حرکات در تالار اپرای تفلیس، ۲۲ ژوئن).
در پائیز ۱۲۹۸، گورجیف و نزدیک‌ترین شاگردانش به تفلیس رفتند. آنجا همسر گورجیف، جولیا اوستروسکا، آقا و خانم استجوئرنوال، آقا و خانم دو هارتمن و آقا و خانم دو سالزمن بسیاری از زیربناهای آموزهٔ او را گردآوری کردند. گورجیف روی بالهٔ هنوز بر صحنه نرفتهٔ خود کشاکش جادوگران متمرکز بود؛ توماس دو هارتمن (که نخستین پاگشایی هنری (دِبو) خود را سال‌ها پیش به نام سزار تمام روسیه پشت سر گذاشته بود) روی موسیقی این باله کار می‌کرد؛ و الگا ایوانوونا لازوویچ میلانف هینزنبرگ (که سالاها بعد با فرانک لوید رایت آرشیتکت آمریکایی عقد زناشویی بست) رقصهای باله را تمرین می‌کرد. در ۱۲۹۸ گورجیف نخستین نهاد برای تکامل هماهنگ مردم (انسان) را بنیاد نهاد. گفته شده که انگار نیکولای مار، باستان‌شناس و تاریخدانی گورجی تأثیر زیادی روی او داشته‌است.
در اواخر ماه مه ۱۲۹۹ زمانی که شرایط سیاسی در گورجستان تغییر کرد و نظم کهن در حال فروریختن بود، گورجیف و یارانش پای پیاده به باتومی در کرانهٔ دریای سیاه و سپس به استانبول رفتند. گورجیف آپارتمانی در خیابان کومباراجی در پرا اجاره کرد و سپس در خانهٔ شمارهٔ ۱۳ خیابان عبدالطیف یمنسی سوکاک نزدیک برج گالاتا منزل کرد. این آپارتمان نزدیک خانقاه فرقهٔ مولویه درویشان بود، جایی‌که گورجیف، پی.دی. آسپنسکی و توماس دوهارتمن سماع چرخ درویشان را تجربه کردند. در استانبول گورجیف با کاپیتان جان جی بِنِت ملاقات کرد که در آن زمان رئیس سازمان مخفی ارتش انگلیس در قسطنطنیه بود. دیرتر بِنِت از پیروان گورجیف و آسپنسکی شد.
در ماه اوت ۱۳۰۰ و ۱۳۰۱ گورجیف در اروپای باختری به سفر پرداخت، در عین حال که سخنرانی هم می‌کرد و کارش را در شهرهای گوناگون مانند برلن و لندن به نمایش می‌گذاشت. بسیاری از شاگردان برجستهٔ پی.دی. آسپنسکی (از همه چشمگیرتر ا.آر. اوراژ) در همین زمان وفاداری خود را به او اعلام کردند. پس از آنکه در دادخواست قانونی مدنی خود برای خرید املاک هلرو در بریتانیا شکست خورد، نهاد تکامل هماهنگ مردم (انسان) را در جنوب پاریس در پریوره دِ بَسه در فونتن‌بلو ـ آون نزدیک کاخ پرآوازهٔ فونتن‌بلو بنیاد نهاد. پس از مرگ کاترین مَنسفیلد که در ۹ ژانویه ۱۳۰۲ تحت مراقبت گورجیف به دلیل بیماری سل درگذشت، این اتهام به گورجیف زده شد که او باعث مرگ کاترین منسفیلد شده‌است. با این حال، جیمز مور (نقل قول دقیق لازم است) و آسپنسکی به شکل خاطرجمع‌کننده‌ای نشان می‌دهند که کاترین منسفیلد می‌دانست که به زودی از این دنیا رخت برمی‌بندد و این‌که این گورجیف بود که آخرین روزهای این زن پژوهشگر را کامیابانه و خرسندکننده ساخت.
از ۱۳۰۳ گورجیف شروع به دیدار از آمریکای شمالی کرد که در نهایت شاگردانی را که آلفرد ریچارد اوراژ درس می‌داد، به زیر بال خود گرفت. در ۱۳۰۳ هنگام رانندگی، تنها از پاریس به فونتن‌بلو تصادف مرگباری با ماشین داشت. با پرستاری همسر و مادرش، آرام‌آرام ـ برخلاف انتظار پزشکی روز ـ بهبود یافت. هنوز در حال بازیافتن تندرستی خود بود که در ۲۶ اوت نهادش را «از هم پاشاند» (در واقع تنها شاگردانی را که کمتر به او وفادار بودند پراکنده کرد) و شروع به نوشتن همه و همه چیز کرد.
در ۱۳۰۴ همسر گورجیف به بیماری سرطان دچار شد و در ژوئن ۱۳۰۵ با وجود پرتودرمانی و درمانهای مغناطیسی گورجیف رخت از این جهان بربست. پی.دی. آسپنسکی هم در مراسم خاکسپاری او شرکت داشت.
در ۱۳۱۴ گورجیف از نوشتن همه و همه چیز دست کشید. دو بخش نخست این سه‌تایی را کامل کرده بود، و سلسلهٔ سوم را آغاز کرد (که با نام زندگی واقعی است، تنها زمانی‌که "من هستم" به چاپ رسید). در سراسر جنگ جهانی دوم در آپارتمان شمارهٔ ۶ خیابان کلنل رنارد در پاریس ماند و به آموزش ادامه داد.
گورجیف در ۲۹ اکتبر ۱۳۲۸ در بیمارستان آمریکایی در نویی ـ سور ـ سن، فرانسه چشم بر این دنیا فروبست. مراسم به خاک‌سپاری او در کلیسای اعظم سنت الکساندر نورسکی ارتدکسهای روسی در شمارهٔ ۱۲ خیابان دارو پاریس برگزار شد و در گورستان فونتن‌بلو ـ آون به خاک سپارده شد.

## انگاره‌ها
گورجیف باور داشت که مردمان نمی‌توانند واقعیت را در حالات در جریان خود ببینند زیرا آگاهی ندارند، بلکه بیشتر در حالت «خواب بیداری» هیپنوتیسمی زندگی می‌کنند.
«مردم (انسان) زندگیش را در خواب زندگی می‌کند؛ و در خواب می‌میرد.» در نتیجهٔ چنین شرایطی، هر کس چیزها را از چشم‌اندازی به‌طور کامل ذهنی‌فردی درک‌ودریافت می‌کند. گورجیف می‌گفت که رویدادهای زیانبار مانند جنگ‌ها و این و آن نمی‌توانستند پیش آیند اگر مردمان بیشتر بیدار بودند. می‌گفت مردمان در حالت نمونه‌وارشان به صورت مردم‌ماشینی‌های خودکار ناخودآگاه زندگی می‌کنند، اما می‌توان «بیدار شد» و گونهٔ به کلی متفاوتی از مردم (آدم) شد.

### آموزه‌های مربوط به تکامل خود
مقالهٔ اصلی: راه چهارم
بحث گورجیف این بود که بسیاری از شکلهای موجود سنت دینی و معنوی روی زمین، پیوند خود را با معنا و سرزندگی آغازین خود از دست داده‌اند و بنابراین دیگر نمی‌توانند از راهی به مردمیّت خدمت کنند که در زمان شکل‌گیریشان نیت آن را داشتند. در نتیجه مردمان در بازشناسی راستی‌ودرستی‌ها (حقایق) آموزه‌های باستانی کوتاهی می‌کردند و بیشتر بیشتر همانند مردم‌ماشین‌های خودکاری می‌شدند که می‌شد آن‌ها را از بیرون کنترل کرد و به شکل فزاینده‌ای توانایی نشان دادن رفتارهای برخاسته از روان‌پریشی توده‌ای می‌یافتند که در جنگ جهانی ۱۹۱۴–۱۹۱۸ شاهدش بودیم. در بهترین حالت، فرقه‌ها و مکتب‌های گوناگون بازمانده تنها می‌توانستند تکاملی یک‌سویه فراهم کنند که پیامدش مردمی به‌طور کامل یک‌پارچه شده نبود. بنا به گورجیف، تنها یک بُعد از سه بُعد شخص ـ یعنی یا عواطف، یا تن فیزیکی یا ذهن ـ می‌توانستند در چنین مکتب‌ها و فرقه‌هایی تکامل یابند و در کل به بهای قوا یا به قول گورجیف مرکزهای دیگرشان. در نتیجه این مسیرها نمی‌توانند مردمی درست متوازن شده تولید کنند. از این گذشته، هر کس که می‌خواهد یکی از مسیرهای رسیدن به دانش و شناخت معنوی را بپیماید (که گورجیف آن‌ها را به سه مسیر ـ یعنی مسیر فقیر یا مرتاض، مسیر راهب و مسیر یوگی ـ کاهش می‌داد) لازم است از زندگی در دنیا کناره بگیرد؛ بنابراین گورجیف به "راه چهارم" تکامل بخشید" که می‌توانست پاسخگوی نیازهای مردمان نوینی باشد که زندگی نوینی را در اروپا و آمریکا زندگی می‌کنند. به جای تکامل بخشیدن به تن، ذهن یا عواطف به‌طور جداگانه؛ آموزهٔ گورجیف روی هر سه کار می‌کرد تا تکامل درونی همه‌سویه و متوازن هر سه را به بار آورد.
گورجیف موازی با سنت‌های معنوی دیگر، یاد می‌داد که هر کس باید تلاش چشمگیری نشان دهد تا آن گونه دگرگونی و تحولی را به وجود آورد که به بیداری برسد. گورجیف به تلاشی که هر کس در عمل نشان می‌دهد، کار یا کار روی خود می‌نامید. بنا به گورجیف: «... کار روی خود به اندازهٔ آرزو و خواستن کار کردن و آهنگ آن کردن دشوار نیست.» هر چند گورجیف هیچ‌گاه روی «راه چهارم» پافشاری نمی‌کرد و هیچ‌وقت این اصطلاح را در نوشته‌هایش به کار نبرد، شاگردش پی.دی. آسپنسکی این اصطلاح از ۱۹۲۴ (۱۳۱۳) تا ۱۹۴۷ (۱۳۲۶) نام آموزهٔ خود از انگاره‌های گورجیف و کاربردش را نکتهٔ کانونی آموزهٔ خود ساخت. پس از مرگ پی.دی. آسپنسکی، شاگردانش کتابی به نام راه چهارم را بر پایهٔ آموزش‌هایش به چاپ رساندند.
آموزهٔ گورجیف به پرسش جایگاه مردمیّت در عالم و اهمیت تکامل بخشیدن به توانمندی‌های نهان می‌پرداخت ـ توانمندی‌هایی که به صورت استعداد و موهبت طبیعی ما در مقام مردمان پنداشته می‌شد، اما به ندرت به بار رسانده می‌شد. او یاد می‌داد که سطح‌های عالیتر آگاهی، کالبدهای عالیتر، رشد و تکامل درونی، امکاناتی واقعی است که با این حال نیازمند کار آگاهانه برای به بار نشستن است.
گورجیف در آموزهٔ خود معنای مشخصی به متن‌های گوناگون باستانی مانند انجیل و بسیاری از دعاهای دینی می‌داد. او ادعا می‌کرد که آن متن‌ها معنای بسیار متفاوتی از آنچه معمولاً به آن‌ها نسبت داده می‌شود دارند. «نخواب»، «بیدار شو، زیرا ساعتش را نمی‌دانی»؛ و «پادشاهی آسمانها در درون است» نمونه‌هایی از گفته‌های انجیل است که به آموزه‌ای روانشناسانه اشاره دارد که جوهرش فراموش شده‌است.
گورجیف به مردمان یاد می‌داد که چگونه توجه و انرژی خود را بالا ببرند و آن را از راه‌های گوناگون متمرکز کنند تا رؤیابافی و حواس‌پرتی را به کمترین میزان برسانند. بنا به آموزهٔ او، این تکامل درونی در خود، سرآغاز روند ممکن تغییر بیشتر است که هدفش دگرگونی مردمان به چیزی است که گورجیف باور داشت باید باشند.
با بی‌اعتمادی به «اخلاق» که به توصیف او از فرهنگ به فرهنگ تغییر می‌کند، اغلب سطحی و سرشار از ناسازگاری است، گورجیف بر اهمیت وژدان (وجدان) بسیار تأکید داشت. این را در همهٔ مردمان یکی می‌پنداشت که در زیرخودآگاهشان مدفون شده، بنابراین هم از آسیب خوردن به دلیل روش زندگی مردمان درامان مانده و هم بدون «کار روی خود» دسترس‌پذیر نیست.
برای فراهم آوردن شرایطی که بتوان با شدت بیشتری روی توجه درونی کار و تمرین کرد، گورجیف به شاگردانشان «رقصهای مقدس» یا «حرکات» را آموزش می‌داد که دیرتر با نام حرکات گورجیف شناخته و به صورت گروهی اجرا می‌شدند. از این گذشته او مجموعه‌ای از موسیقی به جا گذاشت که از آنچه در دیدارهایش از معابد دورافتاده و جاهای دیگری شنیده بود الهام گرفته بود و با همکاری یکی از شاگردانش توماس دو هارتمن برای پیانو نوشته شدند. گورجیف تمرینهای گوناگونی را هم مانند تمرین «ایست» به کار می‌گرفت تا مشاهدهٔ خود را در شاگردانش را پرورش دهد. وارد کردن شوکهای دیگر به منظور کمک به بیدار شدن شاگردانش از حالت رؤیابافی پیوسته و پایدار همیشه در هر لحظه‌ای ممکن بود.

### روشها
کار در جوهر خود، آموزشی در تکامل آگاهی است. گورجیف در زمان زندگیش روش‌ها و دست‌مایه‌های متفاوتی را در این راه به کار می‌برد که ملاقات، موسیقی، حرکات (رقص مقدس)، نوشته، سخنرانی و شکلهای نوآورانه‌ای از کار گروهی و فردی را دربرمی‌گرفت. بخشی از کارکرد این روش‌های گوناگون برای از دور خارج کردن و از کار انداختن الگوهای عادتی ذهن و آوردن آن‌هایی از بینش بوده‌است. از آنجا که هر فردی نیازهای متفاوتی دارد، گورجیف نگرشی یک ـ سایزی ـ که ـ تن ـ همه ـ برود نداشت و بنا به نیازهای وضعیت، نگرشی را سازگار یا نوآوری می‌کرد. در روسیه او را چنین توصیف می‌کردند که آموزه‌اش را به دایره یا محفل کوچکی محدود کرده بود در حالی که در پاریس و آمریکای شمالی نمایشهای همگانی بسیاری را ارائه کرد.
گورجیف احساس می‌کرد که روش‌های سنتی شناخت خود ـ روش‌های مرتاض، راهب و یوگی (که به ترتیب از راه درد، جانسپاری و مطالعه به دست می‌آید) ـ به تنهایی کافی نبودند و اغلب به شکلهای گوناگونی از ایستایی و رکود و یک سویه بودن می‌رسیدند. روش‌های گورجیف به شکلی طراحی شده بودند که مسیرهای سنتی را با هدف شتاب بخشیدن به روند تکامل پرنیروتر کنند. خود گاه این روش‌ها را راه رند می‌نامید چون گونه‌ای میان‌بر در روندی بود که می‌توانست در غیر این صورت بدون رسیدن به هیچ نتیجهٔ جوهری ادامه داده شود. آموزگاری که آگاه است نیازهای فردی روهرو را می‌بیند و تکالیفی برایش می‌گذارد که به دگرگونی آگاهی در آن فرد می‌رسد. همانندهای آموزندهٔ تاریخی را می‌توان در تاریخچه ذن بودیسم یافت که آموزگاران روش‌های گوناگون (گاه بی‌اندازه نامعمولی) را به کار می‌بردند تا به پیدایش بینشی در شاگرد برسد.

#### موسیقی
موسیقی گورجیف به سه دوره مشخص تقسیم می‌شود. دورهٔ نخست دربرگیرندهٔ موسیقی برای باله کشاکش جادوگران و موسیقی حرکات است که تا پیش از ۱۹۱۸ ساخته شد.
دورهٔ دوم که به شکل بحث‌پذیری به خاطرش بسیار شناخته شده، با همکاری آهنگ‌ساز روسی توماس دو هارتمن آهنگ‌سازی شده و نام موسیقی گورجیف ـ دو هارتمن را بر خود دارد. این دوره که تا میانهٔ سال‌های بیست میلادی ادامه داشته ذخیرهٔ پرمایه‌ای از موسیقی را با ریشه‌های موسیقی مردمی‌محلی و دینی قفقازی و آسیای مرکزی، موسیقی عبادی راست‌دین‌های روسی و مایه‌های دیگر را دربرمی‌گیرد. این موسیقی اغلب اول‌بار در تالار پریوره جایی که آهنگ‌سازی می‌شد، شنیده می‌شد. از زمان انتشار چهار جلد از این رپرتوآر پیانو که به تازگی از سوی شات کامل شده، ضبط‌های تازهٔ فراوانی از آنها، از جمله نسخه‌های اجرا شده با ارکستر که از سوی گورجیف و دو هارتمن برای نمایشهای حرکات در سال‌های ۱۳۰۲–۱۳۰۳ آماده شده بود، بیرون آمده است.
آخرین دورهٔ موسیقایی، قطعه‌های فی‌البداهه با هارمونیم است که اغلب پس از شامهایی که گورجیف در آپارتمانش در پاریس در دوران اشغال فرانسه و سال‌های پس از جنگ تا زمان رخت بربستن از این دنیا در ۱۳۲۸ برگزار می‌کرد، بداهه‌نوازی می‌کرده‌است. نوارهای بازمانده از این فی‌البداهه‌نوازی‌های گورجیف با هارمونیم به تازگی انتشار یافته که کمابیش دائرةالمعارفی برای خود است. در کل گورجیف با همکاری دوهارتمن حدود ۲۰۰ قطعه آهنگ‌سازی کرده‌است.

#### حرکات
مقالهٔ اصلی: حرکات گورجیف
حرکات یا رقصهای مقدس بخش جدایی‌ناپذیری از کار گورجیف را می‌سازد. خود گاه با نام «آموزگار رقصیدن» از خود یاد می‌کرد و توجه آغازین به خود را برای تلاشهایی به سوی خود کشاند که برای باله‌ای در مسکو با نام کشاکش جادوگران از خود نشان داده بود.
فیلم نمایشهای حرکات گاه از سوی بنیادهای گورجیف برای بازدید خصوصی نشان داده می‌شود و یکی از آن‌ها در فیلم پیتر بروک به نام ملاقات با مردمان برجسته نشان داده شده‌است.

#### کار گروهی
گورجیف یاد می‌داد که تلاشهای گروهی، تلاشهای فردی را هم نیرو می‌بخشد و هم آن‌ها را فراتر می‌برد و افراد را برای آداب روان‌شناسی تازه‌ای از تکامل آماده می‌کند. برای دست‌یابی به آن، گورجیف نیاز داشت که پیوسته ساعت‌های شماته‌دار تازه‌ای برای بیدار کردن شاگردان خوابش نوآوری کند. شاگردان مرتب با گردانندگان گروه ملاقات می‌کردند، هم جداگانه و هم در نشست‌های گروهی و برای «دوره‌های کار» با هم جمع می‌شدند تا کار شدت‌یافتهٔ آگاهانه را که با شکلهای یادشده در بالا پیوند داشت پیش ببرند. کار در آشپزخانه تکلیفی ویژه بود و گاه خوراکهای بسیار پر رنگ و بویی آماده می‌شد. این خوراک پست‌ترین از سه خوردنی، یعنی خوراک، هوا و تأثیرات بود. هوا و تأثیرات حتی مهم‌تر پنداشته می‌شدند و تمرینهای ویژه‌ای برای آن‌ها داده می‌شد.
بنا به گورجیف، کار مکتب‌های راه چهارم هرگز برای مدتی دراز یک‌سان نمی‌مانند. در مواردی این باعث جدایی شاگرد و آموزگار می‌شد که جدایی پی.دی. آسپنسکی از گورجیف یک نمونهٔ آن است. ظاهر بیرونی مکتب و کار گروهی می‌تواند بنا به شرایط و اوضاع تغییر کند. او بر این باور بود که تمرین به یاد آوردن خود همراه با مشاهدهٔ خود و ابراز نکردن عواطف منفی همیشگی است و هرگز نمی‌تواند تغییر کند، زیرا تکامل بخشیدن به خود نهایی را تضمین می‌کند.
از این گذشته، هرگز نباید یک اصل بنیادین را در کار گروهی که تضمین‌کنندهٔ تکامل هماهنگ کار است زیر پا گذاشت: آداب ملاحظهٔ بیرونی. هرگاه کار گروهی شکست بخورد، رد شکست را می‌توان در ملاحظه‌نکردن بیرونی در میان اعضا دنبال کرد.
یکی از پیروان گورجیف، ناشر سابق مجلهٔ تاروپودهای آمریکایی، ویلیام سیگل از دوره‌هایی از کار سخت بیست‌وچهارساعته سخن می‌گوید که در سیستم گورجیف به آن «اَبَرتلاش» گفته می‌شود. بنا به گورجیف تنها ابرتلاش‌ها در کار اهمیت دارند سیگل در ۱۳۲۷ و ۱۳۲۸ هراز گاه با گورجیف در تماس بوده که در آن زمان آموزگار لزبین آوانگارد جین هیپ بوده‌است. در ۱۳۳۰ پیتر بروک ۲۶ ساله شاگرد هیپ در لندن می‌شود و سیگل مجلهٔ جنتری (خوب زاده و بزرگ شده) را منتشر می‌کند. همان‌طور که سیگل در شعر «روشنی خاموشی» نوشته: «... از راه تن که اینجا می‌نشیند/ به سرشت راستین خود می‌روم.» آوایی در مرزهای خاموشی به این بیت پایان می‌یابد: «... از راه ذهن که بی‌جنبش می‌ایستد/ سرشت راستینم را تجربه می‌کنم.»

#### نوشته‌ها
گورجیف انتشار سه جلد اثری را که خود به نام همه و همه چیز نوشته بود تأیید کرد. نخستین جلد قصه‌های بلزباب برای نوه‌اش اثری تمثیلی است که شرح توضیحهای بلزباب به نوه‌اش در بارهٔ موجودات سیارهٔ زمین را دربرمی‌گیرد. از این اثر منحصربه‌فرد دو ترجمهٔ انگلیسی وجود دارد، یکی زیر نظارت اکید خود او در زمان حیاتش صورت گرفته (بلزباب ۱۹۵۰–۱۹۹۹) و دیگری پس از مرگش اول‌بار در ۱۹۹۱ بدون گوشزد به خوانندگان منتشر می‌شود. گورجیف به شکلی ارادی کوشیده تا تلاش لازم برای خواندن و دریافتن این اثر را دشوار سازد. در نتیجه شاید این کتاب بهترین راه آشنایی با انگاره‌های گورجیف نباشد، زیرا بخشی از نیّت کتاب به سرخوردگی کشاندن و زورستانی کردن از الگوهای معمولی اندیشه است. جلد دوم ملاقات با مردمان برجسته به شیوهٔ دسترس‌پذیری نوشته شده و چنین می‌نماید که زندگی‌نامهٔ خودش در سال‌های آغازین زندگی است و در عین حال گفته‌های تمثیلی زیادی را هم دربردارد. جلد سوم که در ظاهر ناتمام می‌نماید دست استاد را نشان می‌دهد. زندگی واقعی است، تنها زمانی که ”من هستم“ دربرگیرندهٔ پاره‌هایی از زندگی‌نامهٔ سال‌های آخر او و همچنین رونوشت چند سخنرانی است.
در کل، نوشته‌های خود گورجیف بهترین راه برای آشنایی با اندیشهٔ او پنداشته نمی‌شود. نوشته‌های خود او آن گونه نظام‌مندی را که به روشنی در آموزش‌های خصوصی او وجود داشته نشان نمی‌دهد. چندین شاگرد گورجیف این آموزه‌ها را بر کاغذ آورده و شرحهای خود را از آن‌ها منتشر کرده‌اند. مهم‌ترین آن‌ها اثر پی.دی. آسپنسکی به نام در جستجوی معجزه‌آسا پنداشته می‌شود.
همان‌طور که گورجیف به آسپنسکی توضیح می‌دهد… «برای دریافت دقیق به زبان دقیق نیاز است.» در نخستین سلسلهٔ نوشته‌های خود گورجیف توضیح می‌دهد که گزینش زبانی معمولی برای درست و دقیق رساندن اندیشه‌هایش چه کار دشواری است. در ادامه می‌گوید … "زبان روسی مانند زبان انگلیسی است … هر دو این زبانها مانند خوراکی است که در مسکو به آن "سولیانکاً می‌گویند که در آن همه چیز هست به جز شما و من…" با وجود دشواریها واژگان ویژهٔ زبان تازه‌ای را تکامل می‌بخشد که همه ساختهٔ خود اوست. او این واژه‌های تازه را به ویژه در نخستین سلسلهٔ نوشته‌هایش به کار می‌برد. با این حال در نوید فرارسیدن خوبی، یک واژهٔ خاص را برای نخستین‌بار به کار می‌برد: «تزورنوهارنو» که گفته می‌شود شاه سلیمان این واژه را نوآوری کرده‌است.

### دریافت و تأثیر
آرای متفاوتی دربارهٔ نوشته‌ها و فعالیت‌های گورجیف وجود دارد. همدلان او را استادی فرهمند می‌بینند که فرهنگ باخترزمین را با دانش و شناخت تازه‌ای آشنا کرده، با روان‌شناسی و کیهان‌شناسی تازه‌ای که بینشهایی فراتر از آن‌هایی را که علوم جاافتاده در اختیار می‌گذارند، به دست می‌دهند. از سوی دیگر، شماری از منتقدان می‌گویند که شارلاتانی با منیی بالا و نیازی پایدار به تجلیل از خود بوده‌است. گفته می‌شود که گورجیف تأثیر نیرومندی بر بسیاری از عارفان، نویسندگان، اندیشمندان داشته‌است از جمله اوشو (باگاوان شری راجنیش)، فرنک لوید رایت، کیث جرت، جورج راسل (آهنگ‌ساز)، آلن واتز، تیموثی لیری، رابرت آنتون ویلسون، رابرت فریپ، جکوب نیدلمن، جان شرلی، کارلوس کاستندا، دنیس لوئیس، پیتر بروک، کیت بوش، پی.ال. تراورس، رابرت اس دو رُپ، والتر انگلیس اندرسون، جین تومر، آلخاندرو خودوروسکی، لوئیس پوولس، جیمز مور، عبدالله عیسی نیل دوگان. شاگردان برجستهٔ خود گورجیف، ژان دو سالزمن، ویلم نیلند، لرد پنتلند (هانری جان سینکر)، پی.دی. آسپنسکی، اولگا دو هارتمن، توماس دو هارتمن، ژان هیپ، جان جی بنت، آلفرد ریچارد اوراژ، موریس نیکول، لنزا دل واستو، جورجی و هلن ادی و کاترین منسفیلد را از جمله در برمی‌گیرد. آهنگ‌ساز و خوانندهٔ ایتالیایی فرانو باتیاتو گاه از کار گورجیف الهام گرفته، برای نمونه آوازش مرکز ماندگار نیروی جاذبه Centro di gravità permanente ـ یکی از مردم‌پسندترین آوازهای نوین پاپ ایتالیایی. آلیستر کرآلی از نهاد او دست‌کم یک‌بار دیدار و در خلوت او را ستایش می‌کند، هر چند با میزانی از پروا. هنگام جنگ جهانی اول، آلجرنون بلک‌وود به جاسوسی می‌پردازد و به جان بوچان نویسندهٔ سی و نه گام گزارش می‌دهد. پس از جنگ در زمان دههٔ بیست غرنده، بلک‌وود با گورجیف و پی.دی. آسپنسکی کار و مطالعه می‌کند.
گورجیف زندگی تازه و شکل عملی به آموزه‌های باستانی خاور و باختر می‌بخشد. برای نمونه، تأکید سقراطی و افلاطونی بر «زندگی کندوکاوشده» در آموزهٔ گورجیف در قالب آداب مشاهدهٔ خود بازگشت دارد. آموزه‌هایش در بارهٔ خودانضباطی و خودداری بازتاب آموزه‌های رواقی‌گری است. برداشت هندویی و بودایی دلبستگی در آموزه‌های گورجیف در قالب مفهوم شناسایی کردن بازگشت دارد. به همین سان کیهان‌شناسی او را به ترتیب می‌توان در برابر مایه‌ها و منابع نوافلاطونی و در منابعی مانند برخورد رابرت فلاد با ساختارهای مهین‌کیهانی موسیقایی گذاشت.

#### انیگرام راه چهارم
یک جنبه از آموزه‌های گورجیف که در این دهه‌ها برجسته شده، شکل هندسی انیگرام راه چهارم است. برای بسیاری از شاگردان سنت گورجیف، انیگرام یک کوآن باقی می‌ماند، به مبارزه‌طلبیده شدنی که هرگز به‌طور کامل توضیح نمی‌یابد. تلاشهای زیادی برای ردیابی سرآغازهای این نسخهٔ انیگرام پیش برده شده‌است؛ همانندی‌هایی با شکلهای یافته شدهٔ دیگری دارد، اما چنین می‌نماید که گورجیف نخستین کسی است که شکل انیگرام را که بنا به پی.دی. آسپنسکی در معجزه‌آسا مهر سلیمان و سنگ فیلسوفان می‌نامد، همگانی کرد و تنها خود مایه و منبع درستش را می‌شناخت. دیگران از شکل انیگرام در پیوند با تحلیل شخصیت بهره برده‌اند، به ویژه در انیگرام شخصیت که اسکار ایچازو و کلودیو نارانجو، هلن پالمر و دیگران به آن تکامل بخشیدند.
جان شرلی نویسندهٔ کتابهای علمی ـ تخیلی و ترسناک پیشگفتاری در بارهٔ گورجیف برای پنگوئن / ترچر به نام گورجیف: آشنایی با زندگی و انگاره‌هایش نوشته است.

### گروه‌ها
مقالهٔ اصلی: بنیاد گورجیف
گورجیف پس از مرگش الهام‌بخش شکل‌گیری گروه‌های زیادی شد که همه تا به امروز کار و از انگاره‌های او پیروی می‌کنند. بنیاد گورجیف، بزرگترین سازمانی است که به شکلی مستقیم در اوایل دههٔ ۵۰ میلادی از سوی ژان دوسالزمن بر پایهٔ انگاره‌های گورجیف بنیاد نهاده و با همکاری دیگر شاگردان او رهبری شد. چهار شاخهٔ اصلی بنیاد را شاگردان گوناگون گورجیف و شاگردان مستقیمش، گروه‌های دیگری را شکل بخشیدند. ویلهم نیلند، یکی از نزدیک‌ترین شاگردان گورجیف در اوایل ۱۳۴۰ از بقیه جدا شد تا بنیاد گورجیف نیویورک را بنیان‌گذاری کند. جین هیپ از سوی گورجیف به لندن فرستاده شد و تا زمان مرگش در ۱۳۴۳ گروه‌هایی را در آنجا رهبری کرد. لوئیس گوئپفرت مارچ که در ۱۳۰۸ شاگرد گورجیف شد، گروه‌های خود را در ۱۳۳۶ پایه گذاشت و اتحادیهٔ هنر مردمی راچستر را در منطقهٔ فینگر لیکس ایالت نیویورک بنیاد نهاد؛ تلاشهایش از نزدیک با بنیاد گورجیف نیویورک پیوند داشت. گروه‌های مستقلی از سوی جان جی بنت و خانم استاولی بنیاد نهاد و رهبری شد. در ۱۳۸۴ آلن فرانسیس پس از همکاری در بنیان‌گذاری بنیاد گورجیف در ارگان در ۱۳۷۸، مرکز روسی برای مطالعات گورجیف در مسکو را که مستقل است بنیاد نهاد.
شاگرد گورجیف لرد پنتلند گروه ـ کار گورجیف را با پیدایش گروه‌های برخورد پیوند می‌زند. گروه‌ها اغلب برای نمایش یا اجرایی که دیگران هم به آن‌ها دعوت می‌شوند گردهم می‌آیند.

### نقد
لوئیس پاوولس در میان دیگران از گورجیف به دلیل پافشاری بر «خواب» دیدن مردمان، حالتی که از نزدیک به «خواب هیپنوتیسمی» می‌ماند انتقاد می‌کند. گورجیف گفته حتی به ویژه گاه یک مرد پارسای خوب و پابند اخلاق از لحاظ معنوی تکامل یافته‌تر از دیگران نیست، همه به یک اندازه «خواب هستند.»
هنری میلر این را که گورجیف خود را مقدس نمی‌دید تأیید می‌کرد؛ اما پس از نوشته دیباچه کوتاهی برای کتاب فریتز پیتر به نام کودکی با گورجیف، میلر نوشت قرار نیست مردم «زندگی هماهنگی» را رهبری کند، و این خلاف چیزی است که گورجیف ادعا می‌کرد و نهادش را هم همین نامید.
منتقدان می‌گویند گورجیف برای بیشتر عناصری که زندگی مردم (انسان) میان‌حال را می‌سازد، هیچ ارزشی قائل نمی‌شود. بنا به گورجیف هر چیزی که «مردم میان‌حال» دارد و به دست می‌آورد و انجام می‌دهد و احساس می‌کند به‌طور کامل تصادفی و بدون ابتکار و آغازگری است. هر مردم معمولی روزمره، ماشین به دنیا می‌آید و ماشین می‌میرد بی‌آنکه هیچ بختی برای چیز دیگری بودن داشته باشد. این باور در ظاهر با سنت یهودی ـ مسیحی در تضاد است که مردم را جانی زنده می‌بیند. گورجیف بر این باور بود که داشتن جان (حالت یگانگی روان‌شناسانه‌ای که او با «بیدار» بودن یکی می‌گرفت) «عشرت‌طلبی» است که هر رهرویی تنها با توان‌فرساترین کار در مدت زمانی دراز می‌تواند به دست آورد. بیشتر مردمان ـ که معنای راستین انجیل نتوانست در آن‌ها ریشه بگیرد ـ «پهن راهی» را می‌پیمایند که به «نابودی می‌رسد.» گورجیف گرایش مردمی به فساد و نادانی معنوی را به تأثیرات نجومی (به ویژه تأثیر ماه) نسبت می‌داد. الهیات مسیحی توان گناه اولیه را دلیل شکست تمایل بیشتر مردمان در رسیدن به رستگاری می‌داند.
در قصه‌های بلزباب به نوه‌اش (ر.ک. کتاب‌شناسی) گورجیف احترامی را که برای بنیان‌گذاران دینهای اصلی خاور و باختر دارد بیان می‌کند و خشمش را از چیزی که نسل‌های پیاپی باورمندان از آن آموزه‌های دینی ساختند. بحث‌هایش در بارهٔ «ارتدوکس‌دورَکی» و «هترودوکس‌هیدورَکی» ـ ابلهان راست‌دین و ابلهان غیرراست‌دین، از واژهٔ روسی دورَک (ابله) ـ او را در جایگاه منتقد تحریف دینی و به نوبهٔ خود آماج نقد از سوی کسانی در درون آن سنتها می‌سازد. گورجیف از سوی عده‌ای از جمله پی.دی. آسپنسکی چنین تعبیر شده که هیچ ملاحظه‌ای برای دین باب روز، کار مردم دوستانه و ارزش رفتار درست و نادرست در کل نداشت.
شاگردان پیشین او که از او انتقاد کرده‌اند چنین بحث می‌کنند که با وجود تظاهر به نداشتن هیچ‌گونه «تقدس مرشدی» داستان‌های زیادی از رفتار گاه غیرقراردادی اوست که شخصیت ناپسند و ناپاک مردی را نشان می‌دهد که پیروانش را به شکل ریشخندآمیزی دستکاری می‌کرد. شاگردان خود گورجیف برای فهمیدن او سخت تلاش می‌کردند. برای نمونه، در دادوستد لوک دیتریچ و هانری تراکول به تاریخ ۱۳۲۲ آمده: ل. د: از کجا می‌دانی که گورجیف خوبی تو را می‌خواهد؟ ه. ت: گاه احساس می‌کنم کمترین علاقه‌ای به من ندارد ـ و گاه چه‌قدر به من علاقه دارد. از راه آن نیروی احساس نیت‌مندانه را می‌سنجم."
لوئیس پوولس که کتاب موسیو گورجیف را نوشته (چاپ اول در پاریس، ۱۳۳۳) در گفتگویی در بارهٔ کار گورجیف می‌گوید: «... پس از دو سال تمرینهایی که مرا روشن کرد و سوزاند، خود را روی تخت بیمارستان با رگ گرفتهٔ چشم چپ و ۵۰ کیلو وزن یافتم… دلهره‌ای وحشتناک و مغاکهایی در برابرم گشوده. اما اشتباه خودم بود.»
پاوولس ادعا می‌کند که کارل هوشوفر، پدر ژئوپلیتیکس (زمین‌سیاست) که دست‌نشانده‌اش معاون رایش فورر رودلف هس بود، یکی از اعضای واقعی «جستجوگران حقیقت» بود که گورجیف توصیف کرده‌است. بنا به روم لاندو که در سال‌های سی میلادی روزنامه‌نگار بود، بنا به گزارش اچمد عبدالله به او: در آغاز سدهٔ بیستم، گورجیف مأمور مخفی روسیه در تبت بود که با نام «همبرو آکوآن دورژیف» (یعنی آگوان دورجیف)، آموزشگر اصلی دالای لاما در آنجا بوده‌است. با این حال، بنا به گزارش‌هایی دورژیف برای زندگی به معبدی بودایی در سنت‌پترزبورگ رفته و پس از انقلاب از سوی استالین دستگیر شده‌است. جیمز وب گمان می‌برد که شاید گورجیف دستیار دورژیف، اوشه نارزونوف بوده، اما این توجیه‌پذیر نیست.
کالین ویلسون می‌نویسد: "... گورجیف در اغوای شاگردان زن خود پرآوازه بوده. (در ۱۳۲۹، در پروویدانس رود آیلند مردی به من نشان داده و گفته شد که از فرزندان نامشروع گورجیف بود. پروفسوری که این را به من گفت به من اطمینان بخشید که گورجیف فرزندان زیادی را گرداگرد امریکا باقی گذاشته است)"
در اوایل سال‌های ۳۰ میلادی گورجیف در برابر همه یکی از شاگردانش آلفرد ریچارد اوراژ را مسخره می‌کند. در پاسخ، همسر اوراژ، جسی دوایت شعر زیر را در بارهٔ گورجیف می‌نویسد:
«خود را مردی نیرنگ‌باز می‌نامد، ببر ترکستان؛ و بزرگتر از خدا یا شیطان، دوری کننده از خوبی و موعظه‌گر بدی. پیروانش که شکم‌چرانی اویند، برایش هیچ چیز جز پشم و گوشت نیستند، و باز هم می‌آیند و با دهانی باز بهت‌زده می‌نشینند. با خروش ببر و تجاوز ببر. چرا نه، آنها می‌گویند، این مرد خداست؛ در کلام مقدس آن را داریم. کتابش دنیا را به آتش می‌کشاند. خودش می‌گوید ـ مگر خدا می‌تواند دروغگو باشد؟ اما زن چیست، گورجیف می‌گوید، نه چیزی جز دستمال مرد. من هر روز دستمالی نو می‌خواهم، بگذار دیگران برای شستنش بپردازند.»
در کتاب نسخهٔ اوراژی، دکتر سی. دالی کینگ این گمان را پیش می‌کشد که مشکلی که گورجیف با آموزش‌های اوراژ داشت این بود که «نسخهٔ اوراژی» به اندازهٔ کافی عاطفی نبود و بر پایهٔ «زودباوری» و ایمان استوار نشده بود. کینگ نوشته که گورجیف به این روشنی و مشخصی آن را نگفته، و البته بی‌درنگ می‌افزاید هیچ چیزی که گورجیف می‌گفت مشخص یا روشن نبود.
بنا به اوشو، سیستم گورجیف ناکامل بود، از منابع درویشی که با کوندالینی دشمنی داشتند گرفته بود. برخی فرقه‌های صوفی مانند نقش‌بندیه از کوندالینی گرفته و نسبت به آن پذیرا هستند.

#### کتابها
- نوید فرارسیدن خوبی، جی.آی. گورجیف (۱۹۳۳، ۱۹۷۱، ۱۹۸۸)
- سه‌تایی همه و همه چیز:
  - قصه‌های بلزباب برای نوه‌اش، جی.آی. گورجیف (۱۹۵۰)
  - ملاقات با مردمان برجسته، جی.آی. گورجیف (۱۹۶۳)
  - زندگی واقعی است، زمانی که «من هستم»، جی.آی. گورجیف (۱۹۷۴)
- دیدگاه‌هایی از زندگی واقعی، گفتارهای گردآوری شدهٔ جی.آی. گورجیف از سوی شاگردش اولگا دوهارتمن (۱۹۷۳)
- ملاقات‌های زمان جنگ، در آپارتمان گورجیف در پاریس ۱۹۳۸، با دستیاری مادام دوسالزمن

#### کتابهایی در بارهٔ گورجیف و راه چهارم
- استادان گورجیف، رافائل لفورت، ۱۹۶۶
- گورجیف ناشناختنی، مارگارت اندرسون، ۱۹۶۲
- گورجیف: چیستانی بس بزرگ، جی.جی. بنت، ۱۹۶۹
- گورجیف: ساختن دنیایی نو، جی.جی. بنت، ۱۹۷۳
- ابلهان در پاریس، ای. بنت، ۱۹۸۰
- آگاه شدن با جی.آی. گورجیف، سولانژ کلوسترس، ۲۰۰۵
- دوستی: داستان ناگفته‌ای از فرانک لوید رایت و دوستی تالیسین نوشتهٔ راجر فریدلند و هارولد زلمان، ۲۰۰۶ (مستند کردن به ویژه گستردهٔ "تأثیر نیرومند جورج گورجیف نهان‌گرا روی رایت و به خصوص همسرش اوگلیوانا را دربرمی‌گیرد)[۵۷]
- پرده‌برداری از گورجیف، سیمور گینزبورگ، ۲۰۰۵
- زندگی ما با آقای گورجیف، توماس و اولگا دو هارتمن، چاپ اول ۱۹۶۴، ویرایش نو ۱۹۸۳ و ۱۹۹۲
- به خودمان مربوط است، مادری، دختری و گورجیف، درمیان گذاشتن خاطرات و آلبوم عکس خانوادگی، جسمین و دوشکا هوآرث، ۲۰۰۹
- کشوری کشف‌نشده، کاترین هولمه، ۱۹۶۶
- نسخهٔ اوراژی، سی. دالی کینگ، ۱۹۵۱
- سالهای گورجیف ۱۹۲۹–۱۹۴۹، خاطرات لوئیس مارچ، آنابث مک‌کورکله
- تفسیرهای روان‌شناسانهٔ آموزه‌های گورجیف و آسپنسکی، موریس نیکول، ۱۹۵۲، ۱۹۵۵، ۱۹۷۲، ۱۹۸۰ (۷ جلد)
- آموزه‌های گورجیف ـ سفر یک شاگرد، سی.اس. نات، ۱۹۶۱
- در بارهٔ عشق، ا.آر. اوراژ، ۱۹۷۴
- در جستجوی معجزه‌آسا، پی.دی. آسپنسکی، ۱۹۴۹ (با چاپهای بعدی بی‌شمار)
- راه چهارم، پی.دی. آسپنسکی
- روان‌شناسی تکامل ممکن مردم، پی.دی. آسپنسکی، ۱۹۷۸
- خوردن "من": شرحی از راه چهارم: راه دگرگونی و تحول در زندگی معمولی، ویلیام پاتریک پترسون، ۱۹۹۲
- خانمهای طناب: گروه ویژهٔ زنان گورجیف، ویلیام پاتریک پترسون، ۱۹۹۹
- کشاکش جادوگران: کاوش رابطهٔ آموزگار ـ شاگرد، ویلیام پاتریک پترسون، ۱۹۹۶
- گفتگو با دست چپ: انیگرام جنون، دوستی دوستان و پدیدهٔ موراویف، ویلیام پاتریک پترسون، ۱۹۹۸
- آواهایی در تاریکی: آواهای رازورمزگرا، نهان‌گرا و دنیوی در پاریس در اشغال نازی ۱۹۴۰–۴۴، ویلیام پاتریک پترسون، ۲۰۰۱
- زندگی و آموزه‌های کارلوس کاستاندا، ویلیام پاتریک پترسون، ۲۰۰۸
- بازماندن معنوی در دنیا ـ زمانه‌ای که به شکلی ریشه‌ای در حال تغییر است، ویلیام پاتریک پترسون، ۲۰۰۹
- کودکی با گورجیف، فریتز پیترز، ۱۹۶۴
- گورجیف به یاد مانده، فریتز پیترز، ۱۹۶۵
- کار گورجیف، کاتلین اسپیچ
- گورجیف: دیباچه‌ای بر زندگی و انگاره‌هایش، جان شرلی، ۲۰۰۴
- گورجیف: استادی در زندگی، تِچِسلو تِچِخوویچ، ۲۰۰۶
- به سوی بیداری، ژان وی‌سی، ۱۹۸۰
- گورجیف: نزدیک‌شدنی به انگاره‌هایش، میشل والدبرگ، ۱۹۸۱
- مطالعه‌ای از آموزهٔ گورجیف، کنث والکر، ۱۹۵۷
- گورجیف: مفاهیم کلیدی، سوفیا ولبیلاود، ۲۰۰۳
- گورجیف، ستاره‌شناسی و قصه‌های بلزباب، سوفیا ولبیلاود، ۲۰۰۲
- نبرد ضد خواب: فلسفهٔ گورجیف، کالین ویلسون، ۱۹۸۰
- شما کی هستید موسیو گورجیف، رنه زوبر، ۱۹۸۰
- موسیو گورجیف، لوئیس پاوولس، ۱۹۵۴[۵۸]
- آسپنسکی، گورجیف و پاره‌های آموزه‌ای ناشناخته، موراویف، ۱۹۵۷
- نوشته‌هایی در بارهٔ آسپنسکی، گورجیف در بارهٔ ۲۰۰۸
- سنت رازورمزگرای مسیحی، ۲۰۰۸
- گورجیف جستجوگر راستی و درستی (حقیقت)، کاتلین اسپیچ، ۱۹۸۰

#### زندگینامه‌های مفصل
- گورجیف: ساختن دنیایی نو، جان. جی بنت، ۱۹۷۳
- محفل هماهنگ: زندگیها و کار جی.آی. گورجیف، پی. دی آسپنسکی و پیروانشان، جیمز وب، ۱۹۸۰
- گورجیف: آناتومی یک اسطوره، جمیز مور، ۱۹۹۱
- آمریکای گورجیف: مراقبهٔ معجزه‌آسا، پل بیکمن تیلور، ویرایش دوباره با نام نوآوری آمریکای گورجیف، ۲۰۰۷
- جی.آی. گورجیف: زندگی نو، پل بیکمن تیلور، ۲۰۰۸

#### ویدئو/دی. وی. دی در بارهٔ جی.آی. گورجیف و راه چهارم
- میراث گورجیف: جاانداختن آموزه در باختر، ۱۹۲۴-۱۹۴۹ بخش ۳
- مأموریت گورجیف: معرفی آموزه در باختر، ۱۹۲۴–۱۹۴۹ بخش ۲ در یوتیوب
- گورجیف در مصر: سرآغاز دانش و شناخت رازورمزگرا بخش ۱ در یوتیوب
- ملاقات با مردمان برجسته، پیتر بروک، ۱۹۷۹
- بزرگداشت جی.آی. گورجیف در یوتیوب
- آن‌هایی با آقای گورجیف و دیگران، فرانسه، ۱۹۴۹

#### موسیقی
- سرودهای مقدس جی.آی. گورجیف، ساختهٔ کیث جَرِت کیت جرت, ئی‌سی‌ام رکوردز، ۱۹۸۰
- جستجوگران راستی و درستی: موسیقی کامل پیانو گورجیف و دوهارتمن، جلد اول، Cecil Lytle, Celestial Harmonies, 1992
- خوانش کتابی مقدس: موسیقی کامل پیانو گورجیف و دوهارتمن، جلد دوم، Cecil Lytle, Celestial Harmonies, 1992
- واژه‌های سرودی برای خورشید: موسیقی کامل پیانو گورجیف و دوهارتمن، جلد سوم، Cecil Lytle, Celestial Harmonies, 1992
- گورجیف / دوهارتمن، موسیقی پیانو pianist Elsa Denzey, GFT (record label), 1998
- موسیقی گورجیف برای حرکات Wim van Dullemen, Channel Classics, 1999
- توماس دو هارتمن: موسیقی سلسلهٔ ۳۹ گورجیف Wim van Dullemen, Channel Classics, 2001
- آوازها، سرودها و رقصها Anja Lechner and Vassilis Tsabropoulos, ئی‌سی‌ام رکوردز، ۲۰۰۴
- ملوس Anja Lechner, Vassilis Tsabropoulos and U.T. Gandhi, ئی‌سی‌ام رکوردز، ۲۰۰۸
- راه رند از دیو مورگان Being Time

## تأثیرپذیری از عرفان ایران
جان. جی. بنت از پیروان گرجیف نقل کرده که در دوران زندگی او در پاریس، بارها دیده بود که برای گرجیف نامه‌ها و بسته‌هایی می‌رسید که نشانی فرستنده در شهر کرمانشاه بوده‌است. او می‌گوید که حتی کیسه‌هایی از برنج برای او از کرمانشاه فرستاده می‌شده‌است. بنت خود می‌نویسد که همواره به آن بخش از کرهٔ زمین که «میان زاخو و همدان» قرار دارد احساسی ویژه داشته‌است. محمدرضا همزه‌ای بر اساس این نقل‌ها معتقد است که روش‌ها، جهان‌بینی و باورهای گرجیف به عارفان ایران بازمی‌گردد.